# 星際特工瓦雷諾：千星之城
《星際特工瓦雷諾：千星之城》（法語：Valérian et la Cité des mille planètes）是一部於2017年上映的法國科幻動作片，為盧·貝松執導、監製和編劇。電影改編自皮耶爾·克里斯汀和尚-克勞德·馬茲爾斯所創作的法國科幻漫畫系列《星際特工》。由丹恩·德翰飾演瓦雷諾，卡拉·迪樂芬妮飾演蘿琳娜，其他演員包括克里夫·歐文、伊森·霍克、賀比·漢考克、蕾哈娜與魯格·豪爾。
該片定於2017年7月21日在美國上映。

## 劇情
故事設定於28世紀的未來，敘述瓦雷諾（丹恩·德翰 飾演）和蘿琳娜（卡拉·迪樂芬妮 飾演）是由人類特派的負責維護整個宇宙秩序的星際旅行特工。瓦雷諾不僅是蘿琳娜的搭檔，還是她的公開追求者。可是由於他的眾多緋聞與女主角傳統價值觀背道而馳，導致他的追求之路一直停滯不前。他們受指揮官-艾倫（克里夫·歐文 飾演）的委派，前往令人心曠神怡的星際城市阿爾法執行一項任務。阿爾法是一座欣欣向榮、正在不斷擴張的星際城市，裡面居住著來自宇宙各個角落的物種。三千萬的星際居民正在協同努力，積聚他們的智慧和才能讓這個城市變得更加美好。
然而，一股不可預見的黑暗力量正在逐漸靠近，阿爾法的核心處有一處區域受輻射汙染並持續擴大中，經過追查後，兩人發現三十年前一場人類與其他物種的星際戰爭導致星球穆爾滅亡，該星球上的原始物種珍珠族六百萬人口滅亡，少數人於毀滅前逃至一艘半毀的太空船被救起並偽造了中心區域的警報，該物種的終極目標為收復一種稱為神獸的動物並複製該星球上的珍珠，以吸取能量恢復母星球，經過一段追查後，兩個探員發現了事實並歸還兩物品，但邪惡指揮官艾倫發起了攻擊並引發了一場爆炸，珍珠族駕太空船逃離，瓦雷諾與羅琳娜逃至一艘原始的太空船等待救援。

## 演員
- 丹恩·德翰[6] 飾 瓦雷諾（Valérian）
- 卡拉·迪樂芬妮[6] 飾 蘿琳娜（Laureline）
- 克里夫·歐文[6] 飾 艾倫·菲利帝指揮官（Commander Arün Filitt）
- 蕾哈娜[7] 飾 泡泡（Bubble）
- 賀比·漢考克[7] 飾 國防部長
- 吳亦凡[8] 飾 尼薩上尉（Captain Neza）
- 約翰·古德曼 飾 伊根·西魯斯（Igon Siruss，配音）
- 伊森·霍克[6] 飾 皮條客喬利（Jolly the Pimp）
- 魯格·豪爾 飾 人類聯合會主席
- 萨沙·露絲[9] 飾 穆爾星球珍珠族公主（Princess Lihö-Minaa）

## 製作

### 發展
2012年，宣布盧·貝松計劃將法國知名漫畫系列《星際特工》搬上大銀幕，該漫畫出版於1967年，售出1000萬冊，並翻譯成21種語言。本片象徵著盧貝松繼《第五元素》的二十年後回歸執導太空歌劇題材電影，再次證明科幻片對他的吸引力；尤其2014年的《露西》在全球成功賣座，本片將以1.97億歐元左右的預算拍攝，成為比《高盧英雄大戰凱撒王子》的7800萬歐元預算還高的法國電影。在此之前為盧貝松自己的《第五元素》（7500萬歐元）。2015年8月底，盧貝松在RTL電台採訪時說，在法國拍攝電影太昂貴。因為它會用外語（英語）拍攝，讓盧貝松無法稅收抵免，但他寧願讓它在法國給予了1200名員工工作。而稅收抵免的標準也因此產生變化。

### 選角
2015年5月12日，盧貝松透露將親自為電影執導和編劇，而演員丹恩·德翰與卡拉·迪樂芬妮則將擔任主角。德翰與迪樂芬妮分別飾演瓦雷諾和蘿琳娜，是一對時空特工搭檔。2015年8月19日，克里夫·歐文簽約參演指揮官艾倫。2015年10月28日，蕾哈娜加入電影飾演未知角色。2015年12月5日和12日，宣布伊森·霍克和賀比·漢考克也將飾演未知角色。2015年12月15日，貝松透露了吳亦凡也參演了本片。

### 拍攝
電影正式於2016年1月5日在巴黎北部的聖但尼電影城邦開始拍攝。

## 發行
本片由歐羅巴影業定於2017年7月21日在全球上映。獅門影業則負責該片在英國和愛爾蘭的發行。首支預告片於2016年11月10日釋出。

### 評價
《星際特工瓦雷諾：千星之城》獲得了褒貶不一的評價。爛番茄根據283條評論，持有47%的新鮮度，平均得分5.53／10。在Metacritic上，其得分為51。據CinemaScore調查，觀眾在A+至F間的評價落在「B-」。

### 票房
在北美，《星際特工瓦雷諾：千星之城》與《敦克爾克大行動》、《閨蜜假期》同天上映競爭，《星際特工瓦雷諾：千星之城》估計能在首週末獲得2000萬至2500萬美元左右的票房。於星期四晚間從兩千六百間戲院中獲得170萬美元，這使週末的預估值降至1700萬美元。美國首週末票房僅1700萬美元，位居當週票房排名第五。電影為此被貼上了票房炸彈的標籤。
貝松表示，為了能在財務上打平而推出續集，本片至少要在全球獲得3.5億美元的票房。但在首週末票房開出後，使得推出續集的可能性降低。
| 上一届： 《鄧寇克大行動》 | 2017年香港一週票房冠軍 第31週 | 下一届： 《詭娃安娜貝爾：造孽》 |

## 外部連結
- 官方网站
- 互联网电影数据库（IMDb）上《星際特工瓦雷諾：千星之城》的资料（英文）
- AllMovie上《星際特工瓦雷諾：千星之城》的资料（英文）
- Box Office Mojo上《星際特工瓦雷諾：千星之城》的資料（英文）
- Metacritic上《星際特工瓦雷諾：千星之城》的資料（英文）
- 爛番茄上《星際特工瓦雷諾：千星之城》的資料（英文）
- Yahoo奇摩電影上《星際特工瓦雷諾：千星之城》的資料（繁體中文）
- 雅虎香港電影上《星際特工瓦雷諾：千星之城》的資料（繁體中文）
- 開眼電影網上《星際特工瓦雷諾：千星之城》的資料（繁體中文）
- 豆瓣电影上《星際特工瓦雷諾：千星之城》的資料 （简体中文）
- 时光网上《星際特工瓦雷諾：千星之城》的資料（简体中文）